# Hwacheon KSPO Women's Football Club
Maillots
Le Hwacheon Korea Sports Promotion Foundation Women's Football Club (en hangul: 화천 국민체육진흥공단 여자축구단), plus couramment abrégé en Hwacheon KSPO, est une franchise féminine sud-coréenne de football fondé en 2011 et basée dans la ville de Hwacheon.
La franchise joue actuellement en WK-League, la première division féminine sud-coréenne.

## Histoire
La franchise est fondée le 9 mars 2011 et évolue en première division, la WK-League, depuis la saison 2011.
Lors de leur première saison en WK-League en 2011, l'équipe finit à l'avant-dernière place avec un total de seulement une victoire, 3 nuls et 17 défaites en 13 journées. La saison suivante est bien meilleure puisque l'équipe atteint la 3e place en fin de saison, et participe donc aux demi-finales du championnat. Elle perd à ce stade 2-3 contre Incheon Hyundai Steel Red Angels. En 2013, la franchise termine à la 4e place, et ne qualifie donc pas pour les play-offs. De même pour la saison suivante, en 2014, puisque que les joueuses de Hwacheon terminent la saison en 7e et dernière place. En 2015 ainsi qu'en 2016, elles finissent une nouvelle fois à la 4e place.

## Bilan sportif
| Saison | Ligue     | Place | Points |
| ------ | --------- | ----- | ------ |
| 2011   | WK-League | 7e    | 6      |
| 2012   | WK-League | 3e    | 32     |
| 2013   | WK-League | 4e    | 30     |
| 2014   | WK-League | 7e    | 16     |
| 2015   | WK-League | 4e    | 34     |
| 2016   | WK-League | 4e    | 33     |
| 2017   | WK-League | 3e    | 49     |
| 2018   | WK-League | 5e    |        |
| 2019   | WK-League | 4e    |        |

## Stade
L'équipe joue ses matchs à domicile au stade Hwacheon (de).